# 光明路 (大寮區)
光明路（Guangming Rd.）為高雄市大寮區的南北向道路，起端銜接新厝路，末端銜接鳥松區神農路。共分為三段，大寮區光華路、至學路為分段點。是往來大寮區及鳥松區的重要道路。

## 行經行政區域
- 大寮區

## 沿線設施
（由南至北）
- 光明路一段：
  - 7-ELEVEN鳳明門市
- 光明路二段：
  - 萊爾富大寮華明店
  - 台電棒球場
  - 7-ELEVEN米奇門市
  - 萊爾富高縣翁園店
- 光明路三段：
  - 統一精工加油站大發站
  - 富山檀香股份有限公司（沉香博物館）
  - 台灣中油大倫站
  - 高雄市立中庄國中
  - 高雄市立圖書館中庄分館[2]

## 公共自行車
- 高雄市公共自行車租賃系統：
  - 中庄國中：光明路三段1437號(校門旁)

## 相關連結
- 高雄市主要道路列表